# Chipata (Zambia)
Chipata (già nota come Fort Jameson fino al 1967) è una città dello Zambia, capoluogo della Provincia Orientale e del distretto omonimo. Amministrativamente è formata dai 4 comuni che fanno parte della sua circoscrizione elettorale (constituency).
Si parlano prevalentemente il nyanja e l'inglese. Un tempo conosciuta come Fort Jameson, la città si trova vicino al confine con il Malawi, lungo la strada che collega le capitali Lilongwe (a 130 km) con Lusaka (a 550 km). La città è un apprezzato punto di accesso per il South Luangwa National Park.
La città si trova lungo la Great East Road.

## Storia
Fondata come Fort Jameson, in onore del politico e avventuriero britannico Leander Starr Jameson, la città fu la capitale del Protettorato della Rhodesia Nord-orientale (colonia esistita dal 1900 al 1911) per tutta la sua durata. Nel 1911 il protettorato nord-orientale venne unito con il protettorato del Barotziland/nord-occidentale, formando la Rhodesia Settentrionale. La città venne rinominata Chipata il 24 ottobre 1967.